# Shanyang
Shanyang (en chino, 山阳; pinyin, Shān·Yáng) es un distrito urbano bajo la administración directa de la Prefectura  Jiaozuo  en la Provincia de Henan, República Popular China.  Su área es de 234 km² y su población total para 2010 superó los 250 mil  habitantes. 

## Administración
Desde junio  de 2023, el  Distrito Shanyang  se divide en 9npueblos  administrados  en subdistritos.

## Toponimia
El topónimo Shanyang se compone de los sinogramas Shan (montaña) y Yang (norte) con el significado "las montañas [ Taihang] son su Yang «norte»" . Muchos lugares de China, en el nombre llevan "Yang" siguiendo las tradición del Feng shui con el Yin y yang).
La ciudad recibió su nombre en diciembre de 1990 en honor a la antigua ciudad Shanyang (山阳城) construida en esta zona a principio de los Reinos combatientes y  fue un centro político, económico y militar en ese momento.